# Formula Masters Russia
A Formula Masters Russia (também conhecida por Formula Russia) é uma categoria de fórmula disputada na Rússia de 2012 a 2015. A categoria foi criada em 2011, com a intenção de ser uma categoria escola para formar novos pilotos na Rússia, com cada um deles pilotando o mesmo modelo de carro e recebendo todo o trabalho mecânico, combustível e pneus provindos pela organização da categoria. A categoria foi disputada até 2015, quando a Federação Russa de Automobilismo decidiu cancelar novas etapas da categoria.

## História

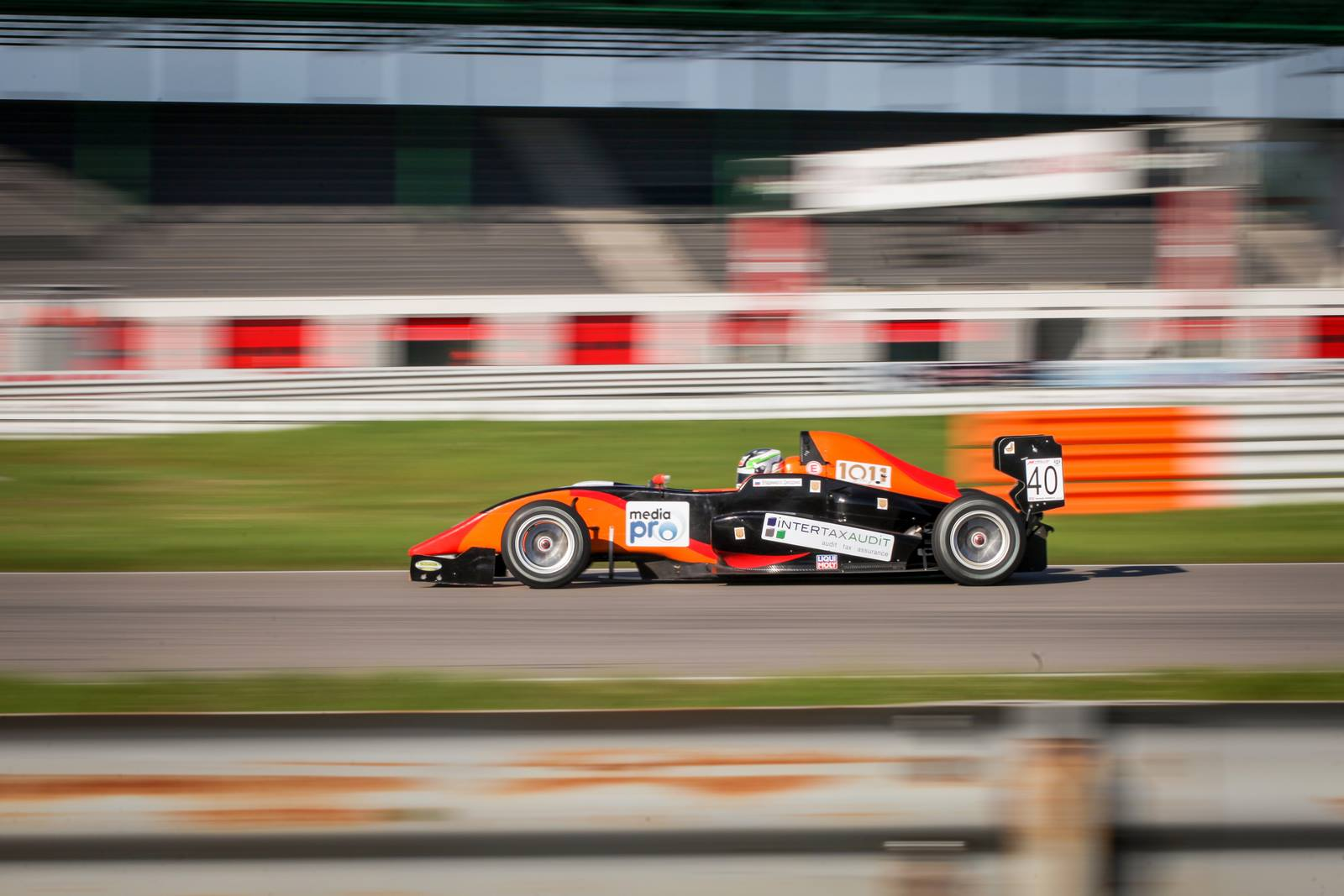
Vladimiros Tziortzis na Formula Masters Russia em 2015

A categoria foi apresentada oficialmente em 13 de junho de 2011, na Praça Vermelha, em Moscou, com os primeiros treinos da categoria acontecendo no fim daquele ano, com a participação de Konstantin Tereschchenko, Andrey Yatsenko, Ivan Kostyukov e Nikita Godovanyuk. A primeira temporada da categoria aconteceu em 2012, tendo sido atrasada devido a problemas com a chegada dos carros da Itália. A última etapa aconteceu em conjunto com a Copa Lada Granta, tendo essa temporada vencida por Konstantin Tereshchenko.

## Projeto
A Formula Masters Russia tinha como intenção a criação de uma categoria escola na Rússia, baseado nos seguintes princípios:
- As equipes só podem ser compostas por dois pilotos, dois mecânicos e um engenheiro
- Uma única equipe (vinda da organização) é responsável pela manutenção de todos os carros de acordo com as regras da categoria;
- Uma única fornecedora de peças, combustível, óleos e pneus é autorizada pela categoria
- Os engenheiros e o piloto só podem fazer um número limitado de acertos no carro

## Formato da Competição
Uma temporada da categoria conta com seis etapas, cada uma com três corridas.
Cada etapa é formada tem o seguinte cronograma:
- Sexta-Feira: Sessão de treinos livres (duas ou três sessões de 30 minutos, cada)
- Sábado: Qualificações (uma sessão de 30 minutos) e uma corrida (20 minutos + 1 volta)
- Domingo: Corrida (20 minutos + 1 volta)

O grid da primeira corrida é definido pelas qualificações no sábado, já a segunda corrida tem o grid definido pelos resultados na primeira corrida, com as seis primeiras posições invertidas.

#### Pneus
Todos os pilotos tem direito a quatro jogos de pneus durante a etapa, dois deles novos (nas qualificações e corridas) e dois usados (utilizados nas sessões de treinos livres)

#### Pontuação
| Posição   | 1  | 2  | 3  | 4  | 5  | 6 | 7 | 8 | 9 | 10 |
| --------- | -- | -- | -- | -- | -- | - | - | - | - | -- |
| Pontuação | 25 | 18 | 15 | 12 | 10 | 8 | 6 | 4 | 2 | 1  |

- Um ponto bônus marcado por quem marcar a pole position nas qualificações
- Um ponto bônus marcado por quem marcar a volta mais rápida em cada corrida

## Carro
A Formula Masters Russia utilizava um chassis Tatuus FA010, propulsado por um motor FPT 414TF 1.4 4-cil, gerando 187 cv (137 kW) e 250 NM (184 lbf/ft) de torque à 3500 rpm. O motor é acoplado a uma transmissão Sadev, semi automática de seis velocidades. O carro é similar aos utilizados pela Formula Masters China, Panam GP Series e Formula Abarth.

## Campeões
| Ano  | Campeõa                 |
| ---- | ----------------------- |
| 2012 | Konstantin Tereshchenko |
| 2013 | Stanislav Burmistrov    |
| 2014 | Mikhail Loboda          |
| 2015 | Ivan Chubarov           |